# Zlavast
Zlavast je naseljeno mjesto u općini Bugojno, Federacija Bosne i Hercegovine, BiH.

## Povijest
U povijesnim i drugim izvorima navodi se kao Zla Vast i Zla-vast.
Selo je stradalo u bošnjačko-hrvatskom sukobu. Nakon bitke za Bugojno, kuće i gospodarske zgrade Hrvata su spaljene ili minirane. Nekoliko stanovnika Zlavasti su ubili pripadnici Armije BiH, Zlavast je bila i mjestom zatočeništva zarobljenih Hrvata.
Srpnja 1993. ubile su postrojbe Armije BiH u Zlavasti četvero Hrvata. To su: Mara (Ivan) Lučić (r. 1938.), Ana (Zvonimir) Blatančić (r. 1958.), Ivica (Marijan) Šakić (r. 1964.) i Josip (Pero) Lučić (r. 1935.).

## Stanovništvo
Nacionalni sastav stanovništva 1991. godine, bio je sljedeći:
ukupno: 481
- Muslimani - 330
- Hrvati - 151

### 2013.
Nacionalni sastav stanovništva 2013. godine, bio je sljedeći:
ukupno: 242
- Bošnjaci - 201
- Hrvati - 21
- ostali, neopredijeljeni i nepoznato - 20